# Кораблекрушение у побережья Туниса 1 июня 2011 года

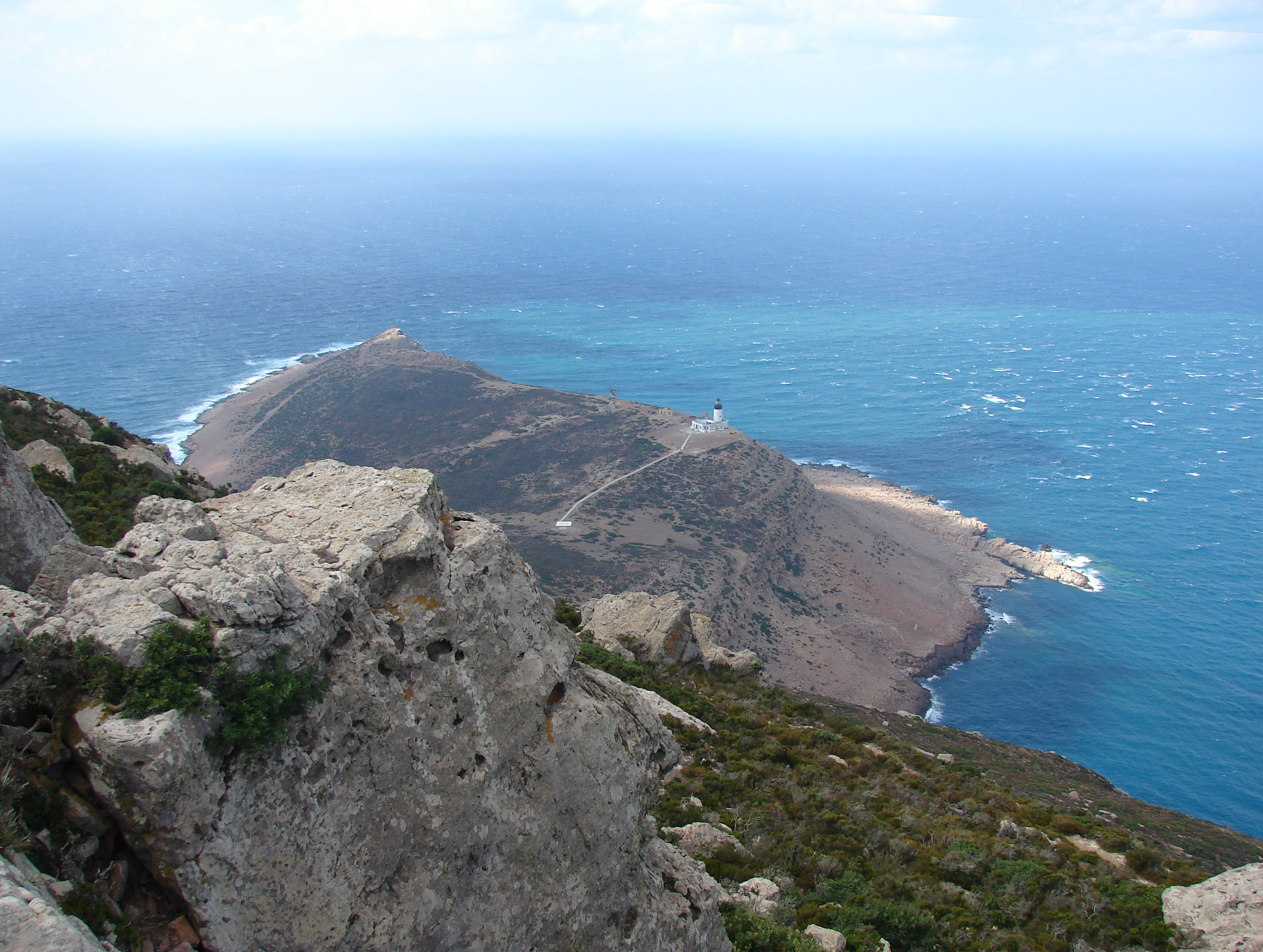
Мыс Бон — наиболее близкая к Италии точка тунисского побережья

В среду 1 июня 2011 года в Средиземном море неподалёку от побережья Туниса потерпело крушение судно на борту которого находились около 850 человек - в основном беженцы из африканских стран, которые пытались покинуть родной континент из-за череды происходящих там революций.
Согласно данным Организации Объединённых наций, только с конца марта в Средиземном море погибли или пропали без вести около восьмисот человек, которые, в поисках лучшей доли пытались добраться до Мальты или острова Лампедуза находящегося под юрисдикцией Италии. В соответствии с заявлением сделанным в интервью журналистам представителем Агентства Организации Объединённых наций по делам беженцев Адрианом Эдвардсом, эта катастрофа стала самой ужасной в череде подобных трагедий произошедших в средиземноморских водах в текущем 2011 году. Большинству пассажиров удалось выжить во время морской катастрофы, однако спасатели уже выловили из моря более 150 тел погибших. Десятки человек числятся пропавшими без вести.